# Томас Джеферсън
Томас Джеферсън (на английски: Thomas Jefferson, 13 април 1743 – † 4 юли 1826) е виден американски политик.
Служил е като посланик във Франция, губернатор на Вирджиния (1779 – 1781), държавен секретар (1789 – 1793), втори вицепрезидент (1797 – 1801) и трети президент на САЩ (1801 – 1809). Той е също политически философ, революционер, земеделец, архитект, археолог, изобретател, робовладелец и основател на Вирджинския университет.
Един от бащите основатели, Джеферсън е движеща сила зад политическата идеология на страната. Настоява за децентрализация и местно самоуправление през цялата си политическа кариера. Започва кариерата си като граждански адвокат във Вирджиния. През 1776 г. създава черновата за Декларацията на независимост на САЩ. По време на Американската война за независимост, той е посланик на страната в Париж, където осигурява подкрепата на френското правителство. Сред постиженията му като президент се нареждат покупката на Луизиана, експедицията на Луис и Кларк и прокарването на Дванадесетата поправка на Kонституцията.
Джеферсън е противоречива фигура в историята на САЩ. Това противоречие е породено до голяма степен от притежанието на роби и неговата предполагаема връзка с робинята Сали Хемингс.

## Биография

### Семейство и личен живот
Родителите на Джеферсън са Питър Джеферсън (29 март 1708 – 17 август 1757), наследник на имигранти от Уелс и Джейн Рандолф (20 февруари 1720 – 31 март 1776), чиято фамилия е обвързана с британското кралско семейство.  Той е първи син и трето дете от общо шест. Сестра му, Елизабет, която страда от проблеми в развитието, излиза по време на буря в началото на 1774 г. и е намерена мъртва следващата сутрин.
Джеферсън показва интерес към овдовялата Марта Уейлс Скелтър, дъщеря на адвоката и търговец на роби Джон Уейлс. Двамата са обвързани от музиката (тя свири на клавесин), и двамата обичат романа Тристрам Шанди на Стърн. Венчани са на 1 януари 1772 г. Към наследените от баща му 5000 акра добавя 11 000 акра зестра.
През септември 1782 г. Марта Джеферсън умира, при раждането на шестото им дете. Смята се, че преди смъртта си тя кара Джеферсън да обещае да не се жени повторно.
По време на престоя си в Париж, в качеството си на посланик за новата държава, Джеферсън започва афера с англичанката Мари Козуей, съпруга на английски художник. Заради емоционалната нестабилност на г-жа Козуей, двамата се разделят и никога повече не се срещат. По-късно тя напуска семейството си и влиза в манастир.
Някои смятат, че Джеферсън поддържа връзка с полусестрата на покойната си съпруга, робинята Сали Хемингс. Хемингс идва като спътник на дъщеря му Поли в Париж. Смята се, че връзката им започва именно тогава. Предположението за връзка между Джеферсън и Хемингс е подкрепена и от това, че той освобождава децата ѝ в завещанието си.
|  |  |                     |                     |                     |                     |                     |                     | Питър Джеферсън (1708 – 1757) | Питър Джеферсън (1708 – 1757) | Питър Джеферсън (1708 – 1757) | Питър Джеферсън (1708 – 1757) | Питър Джеферсън (1708 – 1757) | Питър Джеферсън (1708 – 1757) |                     |                     | Джейн Рандолф (1720 – 1776) | Джейн Рандолф (1720 – 1776) | Джейн Рандолф (1720 – 1776) | Джейн Рандолф (1720 – 1776) | Джейн Рандолф (1720 – 1776) | Джейн Рандолф (1720 – 1776) |                 |                 |  |  |                     |                     |                     |                     | Джон Уейлс          | Джон Уейлс          | Джон Уейлс | Джон Уейлс | Джон Уейлс                  | Джон Уейлс                  |                             |                             |                             |                             |              |              |                             |                             |                             |                             |                             |                             |  |  |
|  |  |                     |                     |                     |                     |                     |                     | Питър Джеферсън (1708 – 1757) | Питър Джеферсън (1708 – 1757) | Питър Джеферсън (1708 – 1757) | Питър Джеферсън (1708 – 1757) | Питър Джеферсън (1708 – 1757) | Питър Джеферсън (1708 – 1757) |                     |                     | Джейн Рандолф (1720 – 1776) | Джейн Рандолф (1720 – 1776) | Джейн Рандолф (1720 – 1776) | Джейн Рандолф (1720 – 1776) | Джейн Рандолф (1720 – 1776) | Джейн Рандолф (1720 – 1776) |                 |                 |  |  |                     |                     |                     |                     | Джон Уейлс          | Джон Уейлс          | Джон Уейлс | Джон Уейлс | Джон Уейлс                  | Джон Уейлс                  |                             |                             |                             |                             |              |              |                             |                             |                             |                             |                             |                             |  |  |
|  |  |                     |                     |                     |                     |                     |                     |                               |                               |                               |                               |                               |                               |                     |                     |                             |                             |                             |                             |                             |                             |                 |                 |  |  |                     |                     |                     |                     |                     |                     |            |            |                             |                             |                             |                             |                             |                             |              |              |                             |                             |                             |                             |                             |                             |  |  |
|  |  |                     |                     |                     |                     |                     |                     |                               |                               |                               |                               |                               |                               |                     |                     |                             |                             |                             |                             |                             |                             |                 |                 |  |  |                     |                     |                     |                     |                     |                     |            |            |                             |                             |                             |                             |                             |                             |              |              |                             |                             |                             |                             |                             |                             |  |  |
|  |  |                     |                     |                     |                     |                     |                     | 5 деца                        | 5 деца                        | 5 деца                        | 5 деца                        | 5 деца                        | 5 деца                        |                     |                     |                             |                             | Томас                       | Томас                       | Томас                       | Томас                       | Томас           | Томас           |  |  | Марта (1748 – 1782) | Марта (1748 – 1782) | Марта (1748 – 1782) | Марта (1748 – 1782) | Марта (1748 – 1782) | Марта (1748 – 1782) |            |            |                             |                             | Сали Хемингс                | Сали Хемингс                | Сали Хемингс                | Сали Хемингс                | Сали Хемингс | Сали Хемингс |                             |                             |                             |                             |                             |                             |  |  |
|  |  |                     |                     |                     |                     |                     |                     | 5 деца                        | 5 деца                        | 5 деца                        | 5 деца                        | 5 деца                        | 5 деца                        |                     |                     |                             |                             | Томас                       | Томас                       | Томас                       | Томас                       | Томас           | Томас           |  |  | Марта (1748 – 1782) | Марта (1748 – 1782) | Марта (1748 – 1782) | Марта (1748 – 1782) | Марта (1748 – 1782) | Марта (1748 – 1782) |            |            |                             |                             | Сали Хемингс                | Сали Хемингс                | Сали Хемингс                | Сали Хемингс                | Сали Хемингс | Сали Хемингс |                             |                             |                             |                             |                             |                             |  |  |
|  |  |                     |                     |                     |                     |                     |                     |                               |                               |                               |                               |                               |                               |                     |                     |                             |                             |                             |                             |                             |                             |                 |                 |  |  |                     |                     |                     |                     |                     |                     |            |            |                             |                             |                             |                             |                             |                             |              |              |                             |                             |                             |                             |                             |                             |  |  |
|  |  |                     |                     |                     |                     |                     |                     |                               |                               |                               |                               |                               |                               |                     |                     |                             |                             |                             |                             |                             |                             |                 |                 |  |  |                     |                     |                     |                     |                     |                     |            |            |                             |                             |                             |                             |                             |                             |              |              |                             |                             |                             |                             |                             |                             |  |  |
|  |  | Патси (1772 – 1836) | Патси (1772 – 1836) | Патси (1772 – 1836) | Патси (1772 – 1836) | Патси (1772 – 1836) | Патси (1772 – 1836) |                               |                               | Джейн (1774 – 1775)           | Джейн (1774 – 1775)           | Джейн (1774 – 1775)           | Джейн (1774 – 1775)           | Джейн (1774 – 1775) | Джейн (1774 – 1775) |                             |                             | мъртвороден син             | мъртвороден син             | мъртвороден син             | мъртвороден син             | мъртвороден син | мъртвороден син |  |  | Поли (1778 – 1804)  | Поли (1778 – 1804)  | Поли (1778 – 1804)  | Поли (1778 – 1804)  | Поли (1778 – 1804)  | Поли (1778 – 1804)  |            |            | Луси Елизабет (1780 – 1781) | Луси Елизабет (1780 – 1781) | Луси Елизабет (1780 – 1781) | Луси Елизабет (1780 – 1781) | Луси Елизабет (1780 – 1781) | Луси Елизабет (1780 – 1781) |              |              | Луси Елизабет (1782 – 1784) | Луси Елизабет (1782 – 1784) | Луси Елизабет (1782 – 1784) | Луси Елизабет (1782 – 1784) | Луси Елизабет (1782 – 1784) | Луси Елизабет (1782 – 1784) |  |  |

### Образование и адвокатска кариера
Джеферсън започва образованието си у дома; научен е да чете и свири от сестра си Джейн. На осем години постъпва в училището на проповедника Уилям Дъглас. След смъртта на баща му в 1757 г., четиринадесетгодишният Джеферсън постъпва при преп. Джеймс Мори, когото по-късно нарича коректен класически учен
В 1760 г. постъпва в колежа „Уилям и Мери“. Там се сближава с преподавателя по математика Уилям Смол, който го приема в своя кръг от събеседници. С помощта на Смол, Джеферсън се запознава с водещия адвокат в колонията – Джордж Уит (на английски: George Wythe), при когото започва да се обучава за адвокат.
Подготовката на Джеферсън се основава на традицията на преписване на съдебни текстове и изучаване на трактати върху английското общо право. Уит го насочва и към изучаване на философия, етика и история, които да обогатят разбирането му за законите. След пет години при Уит, Джеферсън получава право да упражнява адвокатската професия.
През 1770 г. Джеферсън се изправя срещу Уит в делото Болинг с/у Болинг, което се отнася до братски спор за имот. Джеферсън получава два пъти хонорара си, което подсказва, че делото е спечелено от него. През 1774 г. Джеферсън се отказва от адвокатската професия, като се насочва към земеделие в наследения си имот.

## Революцията

### Вирджиния и Филаделфия
През 1769 г. Джеферсън е избран за представител в Долната камара на Вирджиния. С нарастващата враждебност между колониите и Великобритания, Джеферсън и група негови колеги предлагат да установят комуникационна мрежа между еднакво мислещи политици, която да подсили връзката между колониите.
След като група колонисти изхвърлят товара на британски търговски кораби в бостънското пристанище през 1774 г. (т.нар. Бостънско чаено парти), британският парламент налага закони, които ограничават правата на бостънските граждани.. В резултат се свиква Първият континентален конгрес във Филаделфия през септември същата година. Джеферсън пристига там като представител на Вирджиния.
Същата година Джеферсън публикува Общ преглед на правата на Британска Америка (на английски: A Summary View of the Rights of British America). В него той се позовава на идеите, изразени от английския философ Джон Лок във Втори трактат за управлението.. Джеферсън отделя специално място на личните заслуги на индивида. Като издига меритокрацията по този начин, той подкопава авторитета на монархията като институция.
Вторият континентален конгрес е свикан през май 1775 г.  Представителите не са единодушни относно следващите си действия: от една страна, братовчедите Самюел и Джон Адамс от Масачузетс, Ричард Хенри Лий от Вирджиния и други настояват за бързи военни действия; но други, начело с Джон Дикинсън от Пенсилвания, са за помирение с Великобритания. В резултат на това е изготвена т.нар.Петиция на маслиновата клонка, с която молят крал Джордж за мир. Петицията обаче е отхвърлена и контрирана със Забранителен декрет, с който Великобритания прекъсва търговските отношения с колониите и затваря всички техни пристанища с морска блокада. Това решение, заедно с Общ преглед и с памфлета на Томас Пейн Здравият разум (на английски: Common Sense) убеждават Конгреса да гласува за независимост. Разпратени са съобщения до колониите да започват да издигат свои местни правителства и да работят по местното си самоуправление.

### Декларацията на Независимост
87. Човек, бидейки роден, както бе доказано, дарен с идеална свобода и неограничено притежание на всички права и привилегии на Природния закон, (...) има по природа (...) право да пази собствността си – това е живота, свободата и имуществото, срещу ощетения и посегателства от други хора.
Подбрана е комисия, която да състави декларацията (т.е.обявление) на независимостта. Тя включва Джеферсън, Джон Адамс, Бенджамин Франклин, Робърт Ливингстън и Роджър Шърман. На събрание на комитета, единодушно се решава Джеферсън да изготви черновата за декларацията.
В мисълта си Джеферсън подражава на английския философ Джон Лок и неговия Втори трактат за управлението. Подражавайки на Лок в първата чернова на Декларацията той определя човешките права като живот, свобода и имущество. Евентуално, имущество бива променено на стремеж към щастие. Джеферсън определя тези права като свещени и безспорни; след редакция от страна на Франклин, това се променя на видимо от само себе си.
Текстът е разделен на две части: първата обяснява основните принципи на новосъздадената страна, а втора изреждаща щетите, нанесени от крал Джордж – забрана над губернаторите, възпиране на закони. В текста обаче не се споменават актовете на насилие извършени от кралски служители (Бостънското клане, Клането в Ливингстън и т.н.).
Текстът на Джеферсън е редактиран от Конгреса, като губи абзаците срещу робството, за да угоди на представители на южните щати.  На 2 юли 1776 г. Континенталният конгрес гласува независимост на колониите. На 4 юли се гласува текстът на Декларацията. Същата вечер текстът е разпространен из страната, за да съобщи за приетото решение.

### Във Франция
Джеферсън е изпратен от Конгреса да се присъедини към Бенджамин Франклин и Джон Адамс като посланик в Европа за търговски преговори с европейските държави. Когато граф дьо Верген, френският външен министър, отбелязва  – Ще замените г-н Франклин, чувам Джеферсън отвръща – Наследявам г-н Франклин. Никой не може да го замени. Франклин се оттегля през март 1785 г. и заминава през юли. През септември 1783 г., заедно с Джон Адамс и Джон Джей, Джеферсън уговаря мира с Великобритания в Парижкия мирен договор.
Джеферсън отсъства от съставянето на новата Конституция. Негов наместник в Конституционния конгрес е Джеймс Мадисън. В свои писма, Джеферсън настоява, че Конституцията няма да бъде пълна, ако в нея не се въведе Декларация на правата, която да гарантира търпимостта и гражданските свободи на американските граждани. Желанието му се сбъдва през 1791 г., когато към Конституцията се прибавят 10 поправки, гарантиращи свободата на гражданите, под името Закон за правата.
Джеферсън вика най-малкото си дете, Поли, през юни 1787 г. По това време изпраща поръчка за клавесин от Лондон, предназначен за нея. Момичето води и част от робите си, между които Сали Хемингс.
През февруари 1787 г. Конгресът му дава отпуск поради влошено здраве и наранената му дясна ръка.  Това му дава възможност да пътува из Франция и части на Италия. Посещава Мезон Каре, Вила Вияченца, пантеонът в Париж и донася техните стилове в САЩ. Успява да изучи антични гръцки и римски останки, (въпреки желанието си не успява да посети Рим)
По време на престоя си във Франция става чест спътник на маркиз дьо Лафайет, френски герой от Американската революция, и използва влиянието му за да извърши търговски споразумения с Франция. С началото на Френската революция, в резиденцията му, Отел дьо Лангеяк, се използва за срещи на републиканци. Наблюдава сбирките на Генералните щати и е в Париж за щурмът на Бастилията. Консултира Лафайет при написването на Декларацията за правата на човека и гражданина.
Джеферсън напуска Париж през септември 1789 г. с намерение да се завърне скоро. Въпреки това президентът Вашингтон го назначава за свой Държавен секретар. Така го принуждава да остане. Джеферсън остава силен поддръжник на Революцията, като подкрепя дори по-жестоките ѝ елементи.

## Секретар и Вицепрезидент
Непосредствено след завръщането си от Париж, Джеферсън е поставен отговорен за един от ресорите на новото правителство на първия президент, Джордж Вашингтон – външното министерство.

### Партии
Още с утвърждаването на Конституцията политическите сили се поделят на два лагера: управляващата партия, наричани федералисти, водени от финансовия министър Александър Хамилтън, подкрепят силно централизирана, национална власт и развитие на индустрията; тяхната опозиция, наричани републиканци, водени от Мадисън и Джеферсън, настояват за защита на местното земеделие и местно самоуправление.
Основен спор между Хамилтън и Джеферсън е въпросът за земеделието. Джеферсън, повлиян силно от идеалистичната философия на късното Просвещение, се стреми към изграждане на силно земеделско общество, където мнозинството обработва собствена земя и търгува със собствена продукция. Обратно, Хамилтън счита, че икономически успех се постига чрез насочване на хора и финанси настрани от селското стопанство и към определени промишлени отрасли.

### Национална банка и столица
Като държавен секретар, пред Джеферсън се изправя проблемът за националния дълг и установяване на национална столица. По време на Революцията са издадени дългови сертификати, с които армията взема необходими припаси от цивилни и обещава да им изплати с лихва. Хамилтън предлага създаването на национална банка, която да обедини дълговете на отделните щати в общ национален дълг.
Това решение представлява проблем, защото щатите с по-малък дълг ще трябва да изплащат дълговете на по-задлъжнелите. Дългът на Вирджиния вече е изплатен и нейните представители (между които държавният секретар Джеферсън) не желаят нови дългове. Прави се компромис, като в замяна на подкрепата на Джеферсън и вирджинците за създаване на държавна банка, планираната национална столица се премества в техния щат. 
За столица бива посочен терен на р. Потомак между Вирджиния и Мериленд.  Голям проблем на новата столица е това, че е построена върху пресъхнало тресавище. Новата столица изпитва големи проблеми с комари и хлебарки. Основни архитекти на новата столица са французинът л'Анфан и самият Джеферсън. Двамата включват в плана на строежа зелени площи, площади и улична мрежа, която да съединява централни държавни сгради като Капитолий и президентската резиденция. 

### Раздяла с Адамс
По време на Континенталния конгрес, Джеферсън се запознава и започва дългогодишно сътрудничество с адвоката от Бостън Джон Адамс. Двамата работят заедно с Бенджамин Франклин по Декларацията за независимост, заедно са посланици в Париж. Партийните принципи ги разделят и републиканецът Джеферсън е принуден да застане срещу федералиста Адамс.
В 1791 г., по време на първите избори, Адамс е избран за вицепрезидент на Джордж Вашингтон, а Джеферсън за негов държавен секретар. През 1797 г. Адамс наследява Вашингтон като президент, а Джеферсън заема поста на вицепрезидент.
През 1799 г. президентът Адамс предлага Закона за чужденците и Закона за противодържавна дейност, които забраняват всякакви събирания с цел противопоставяне на правителството. Тези закони могат да бъдат използвани за задушаване на всяка опозиция. Целта на Законите е чрез цензура да поставят всички критици на президентската власт извън закона. Като реакция, Джеферсън съставя резолюции, които оспорват законността на Законите. Публикува резолюциите си чрез щатското законодателство на Кентъки и Вирджининя. Твърди, че всеки щат има правото да се противопостави на федерален закон, ако се реши, че този закон е противоконституционен. Това е първият случай в историята на САЩ, в който щати анулират федерален закон под претекст, че той нарушава щатския суверенитет.
На изборите през 1801 г. Джеферсън печели президентския пост. Като се възползва от месеците между победата и встъпването на Джеферсън в длъжност, Адамс назначава съдии-федералисти в общинските и върховните съдилища. Двамата съперници се разделят и отказват да общуват помежду си повече от десет години.

## Президентство

### Избори
Джеферсън застава срещу Джон Адамс в изборите от 1800 г. Като част от своята кампания Джеферсън наема журналиста Джеймс Т. Календър да състави поредица оклеветяващи памфлети срещу Адамс и федералистите. Календър, беглец от поредица съдебни дела за клевета в родната си Шотландия, приема, като се договарят финансирането на задачата да не може да бъде проследено до Джеферсън.
Загубилият популярност Адамс отпада, като се стига до равенство между Джеферсън и неговия опонент Аарън Бър. Двамата получават по равно 73 гласа. Ситуацията е разрешена на 17 февруари 1801 година, когато с решение на Камарата Джеферсън е избран за президент. Смята се, че Джеферсън е спечелил, като е обещал на федералистите да им позволи да запазят постовете си.
| пост                | лице                     | мандат                  |
| ------------------- | ------------------------ | ----------------------- |
| Вицепрезидент       | Аарън Бър Джордж Клинтън | 1801 – 1805 1805 – 1809 |
| Държавен секретар   | Джеймс Мадисън           | 1801 – 1809             |
| Секретар на хазната | Албер Галатен            | 1801 – 1809             |
| Секретар на Войната | Хенри Делборн            | 1801 – 1809             |

В деня на своето встъпване в длъжност, Джеферсън върви пеш до сградата на Конгреса. Речта, отправена към публиката, настоява за мир, единство и помирение, като известен пасаж гласи: „Всички сме републиканци, всички сме федералисти“.
В президентския кабинет, съставен от Джеферсън, новият Секретар на Хазната, швейцарският емигрант Албер Галатен, обещава $10 600 000 годишни приходи, по $7 млн. годишно за погасяване на националния дълг. Постът на държавен секретар поема авторът на Конституцията, Джеймс Мадисън.
Джеферсън става първият вицепрезидент, избран за президент, който служи два последователни мандата, което е повторено само веднъж от Ричард Никсън през 1972 г. На изборите през 1805 г. Джеферсън се изправя срещу Чарлс С. Пинкни. Това е първият вот след ратифициране на 12-ата поправка.

### Марбъри с/у Мадисън
Преди да напусне поста си, Джон Адамс уговаря реформи в съдебната власт – назначава предварително одобрени федералисти за съдии, увеличава броя на федералните съдилища, но намалява броя на съдиите във Върховния съд. Тези мерки целят централизирането на властта и намаляване влиянието на републиканците на Джеферсън във Върховния съд.
При смяната на властта през март 1801 г., Джеферсън работи за премахването на това решение. Постига успех през март 1802 г. Като използва новия закон, Джеферсън опитва да уволни вече назначените от Адамс консервативни съдии, вкл. Уилям Марбъри, назначен от Адамс за съдия във Вашингтон, окръг Колумбия.
Държавният секретар Джеймс Мадисън отказва да връчи съдийските постове. Убеден, че постът му се полага, Марбъри се обръща към Върховния съд с настояване държавният секретар да бъде принуден да го назначи на служба. В това си желание Марбъри разчита и на подкрепата на федералиста Джон Маршал, назначен за председател на Върховния съд.
Маршал стига до решение, че законът, цитиран от Марбъри за неговото преназначаване, е неконституционен и така отхвърля иска. С това решение Маршал полага прецедент за Върховния съд да преразглежда вече гласувани и вкарани в действие закони и да ги премахва, ако сметне, че противоречат на конституционни принципи.

### Луизиана
В споразумение между САЩ и Испания, Щатите се ползват с правото да минават през испанската територия Луизиана по р. Мисисипи и да използва складове на пристанището в Ню Орлиънс (излаз на реката в Карибския басейн). В 1803 г. Франция получава Луизиана от испанските ѝ собственици в замяна на Тоскана. Със смяната на собствениците, губернаторът на Ню Орлиънс забранява преминаването на американски кораби през пристанищата на града.
Джеферсън изпраща Ливингстън и Мадисън за Париж, където да закупят град Ню Орлиънс за сума от $50 000 000. Вместо очакваната сделка, делегатите получават предложение да закупят цялата Луизианска територия за същата цена. Някои считат, че решението на Наполеон I да продаде Луизиана се дължи на желанието му да създаде силен противник на Великобритания.
След покупката Конгресът отделя бюджет от $2500 за извършване на изследователска експедиция през територията до Тихия океан. Задачата е дадена на изследователя Уилям Кларк и бившия секретар на Джеферсън, Мериуедър Луис, които да водят Изследователския корпус на запад. Двамата пътуват по р. Мисисипи, през богатите на дивеч Големи равнини и Скалистите планини, достигайки Тихия океан (при Колумбия) на 7 ноември 1805 г.  Двамата се връщат в Сейнт Луис през септември 1806 г. 
Законността на решението на Джеферсън да закупи земя, с която удвоява територията на страната, без да се консултира с Конгреса, се смята от някои за явно нарушение на правомощията на президента.

### Дванадесета поправка (1804)
По изборния закон, установен с чл.2, ал.1, т.3 от Конституцията, президентският пост се заема от този, получил най-голям брой гласове, като неговият подгласник заема поста на вицепрезидент. Заради това е възможно да има президент и вицепрезидент от две различни партии.
По време на изборите от 1800 г. Джеферсън и неговият опонент Аарън Бър получават един и същи брой гласове. Едва след намесата на Хамилтън, зле настроен срещу Бър, Джеферсън получава нужното мнозинство.
Когато разпознават този проблем, Конгресът гласува предложената 12-а поправка на Конституцията. Тя предлага по време на избор президентът да се явява заедно с одобрен партньор от своята партия, който да заеме вицепрезидентския пост, а електоралният колеж да гласува поотделно за президент и за вицепрезидент .

### Берберска война (1805)
Установена практика е страните, търгуващи в Средиземно море, да заплащат данък на берберските владетели на османски Алжир, Мароко, Триполи и Тунис за защита от пиратски набези. Преди Революцията, кораби на колониите плават под флага на Британската империя. От 1776 г. обаче са принудени сами да се защитават от нападенията.
Част от изискванията на бейовете са заедно с данъка да бъдат снабдявани с оръжия и кораби; само през 1799 г. САЩ изплащат $50 000, 28 оръдия и 20 000 гюлета, а в 1800 г. военният кораб Джордж Вашингтон е принуден от алжирския бей да пренася стока между Алжир и Истанбул.
През 1801 г. Джеферсън отказва да заплати за защита. Пашата на Триполи, Юсуф Караманли, съсича пилона с американското знаме пред консулството, като така обявява война. Същата година Джерферсън изпраща възобновените Военноморски сили в Триполи. Там американските кораби държат бреговете под контрол. Тяхната поява прекъсва съюза между Триполи, Тунис и Алжир, оставяйки Триполи без подкрепа.
През 1803 г. Триполи пленява американската фрегата Филаделфия. Две години по-късно капитан Уилям Итън и комодор Джон Роджърс спасяват екипажа и изгарят фрегатата. Продължават нападенията си към Триполи с намерение да свалят пашата от власт.
Военните действия продължават до 1805 г. Тогава САЩ са освободени от всякакви задължения към берберските владетели, но са принудени да заплатят откуп по $60 000 за всички свои заловени войници.

### Ембарго (1807)
След 1803 г. в Европа избухват Наполеоновите войни. Те са водени от Франция и нейни съюзници срещу променливи коалиции на други европейски монархии начело с Великобритания. По време на войните и особено след въвеждането на континентална блокада от Наполеон Бонапарт срещу Великобритания, честа практика на британските офицери става да превземат френски, канадски и американски кораби, да припознаят екипажа като дезертирали британци и да ги отвлекат в насилствена военна служба.
През юни 1807 г. британският кораб Леополд се изправя срещу американската фрегата Чесапийк с подобно намерение.  Американският кораб първоначално отказва да допусне британския екипаж на борда, при което британците откриват стрелба, в която убиват трима и раняват осемнадесет.
Повлиян от честите сблъсъци, Джеферсън прокарва на 22 декември 1807 г. закон за ембарго (Embargo Act), с който затваря всички американски пристанища за всякакви кораби. Ембаргото е посрещнато с недоволство в страната и извън нея. Наполеон го използва като претекст, че помага на американското правителство, напада контрабандистки американски кораби във френските пристанища и изземва стоки за $10 000 000.
В 1809 г. Конгресът подновява търговските отношения с всички страни, освен с Великобритания и Франция, и така де факто отменя ембаргото. Това става три дни преди края на мандата на Джеферсън. Ембаргото сериозно влошава отношенията между САЩ и Великобритания и вероятно спомага за последвалата не след дълго Британско-американска война.

## Последни години

### Помирение с Адамс
Джеферсън се радва на дългогодишно приятелство със своя колега Джон Адамс. Двамата се разделят когато служат в кабинета на президента Вашингтон, а по-късно като президент и вицепрезидент. Отношенията между тях сериозно се влошават след победата на Джеферсън в президентските избори от 1801 г. Адамс счита партийните нападения срещу себе си, водени от журналиста Джеймс Т. Календър, за предателство от страна на Джеферсън. Подобно усещане има и Джеферсън, породено от назначените от Адамс съдии в последните дни от мандата му. Сем. Адамс напуска Белия дом и двамата с Джеферсън прекарват години на мълчание.
През 1804 г. Джеферсън внезапно губи дъщеря си Поли. Съпругата на Адамс, Абигейл, му изпраща бележка със своите съболезнования. Все още ранена от клеветите, изписани по адрес на мъжа ѝ, се подписва Една, която някога с удоволствие се наричаше Ваша приятелка....
Техният колега, Бенджамин Ръш, ги подканва да възобновят писмата си. Двамата подновяват добронамерените се взаимоотношения на Нова година 1812 г., когато Адамс изпраща новогодишно пожелание на Джеферсън, на което получателят отговаря. Тогава започва кореспонденция между двамата, която продължава до края на живота им. В писмата си двамата пишат за философия, история, религия, естествени науки, дипломация, събитията от живота си, гледните си точки относно политическите си решения и предположения за мястото си в историята на страната.

### Вирджинския университет
Негова последна задача е да основе държавен университет в родната си Вирджиния. През 1816 г. Джеферсън става настоятел на Академия Албермал в Шарлътсвил. Успява да реформира академията в т.нар. Централен колеж, като през 1818 г. колежът бива обявен за университет, а Джеферсън за негов първи Ректор.
Като университетски ръководител му се позволява да надзирава строежа на новите сгради и да установи предлаганите дисциплини. Той се консултира с архитектите Бенджамин Хенри Латоб и Уилям Торнтън. В центъра на техния проект е издигната ротонда с купол. В две редици стоят павилиони, двуетажни сгради за кабинети, общежития, домове на професори и техните семейства. Между двата реда е предвидена голяма затревена площ. 
Основа на образователната програма, която Джеферсън предлага, се различава от популярната дотогава; вместо да се преподават само две дисциплини, богословие и право, Джеферсън настоява университетът да бъде средище за всички полезни дисциплини.
- Джеферсън
- Скица на Ротундата
- Омир
- Обсерватория
- Кампусът

### Автобиография
В периода между януари и юли 1821 г. Джеферсън работи по автобиографичен труд, който проследява неговия живот и политическата му кариера. Текстът е ограничен до живота му преди 1790 г. Започва с общ преглед на семейството му и произхода на името Джеферсън. Не отделя време на детството си, освен на образованието и портрет на баща си. Описва съпругата си и нейното наследство, което удвоило общата им собственост. Продължава с Долната камара, Филаделфия и Париж. Най-голяма част от текста е посветена на политичексата му кариера до 21 май 1790 г. Избира да не описва кариерата си в кабинета на Вашингтон и Адамс, както и собственото си управление.

### Смърт
След скъпите си строителни проекти – Монтичело и Вирджинския университет, Джеферсън натрупва големи дългове. Опитва да погаси дълга си като продава библиотеката си за $24 000 на Библиотеката на Конгреса, за да замени фонда, унищожен по време на Британско-американската война, но с това покрива само половината си дългове. По-късно наследникът му, Джеферсън Рандолф, за да погаси част от дълга, продава 130 роби против волята му.
Томас Джеферсън умира на 4 юли 1826 г., петдесетата годишнина от приемането на Декларацията за независимост. Последните му думи били изречени към личния му лекар: „– Днес четвърти ли е?“ Същият ден умира и неговият приятел и политически противник Джон Адамс.
Джеферсън е погребан в имението си Монтичело. На гроба му е изписана епитафия, написана от самия него:
| „ | ТУК БЕШЕ ПОГРЕБАН ТОМАС ДЖЕФЕРСЪН АВТОР НА ДЕКЛАРАЦИЯТА НА АМЕРИКАНСКА НЕЗАВИСИМОСТ НА УСТАВА НА ВИРДЖИНИЯ ЗА РЕЛИГИОЗНА СВОБОДА И БАЩА НА ВИРДЖИНСКИЯ УНИВЕРСИТЕТ | “ |

Наследените дългове достигат близо $100 000. Това принуждава наследниците му да разпродадат голяма част от робите и имуществото на публичен аукцион (с изключение на децата на Сали Хемингс, които Джеферсън освобождава в завещанието си). Семейството продава Монтичело в 1834 г. Впоследствие домът става собственост на Фондация Джеферсън, която го поддържа и днес.
Настоящият надгробен камък е издигнат през 1880 г. за да замени стария, който бил тежко повреден, главно заради туристи, които отчупват парчета от него като сувенири.

## Личност и интереси
Джеферсън висок шест фута и два и половина инча (189 см.) с едри кости, тънък, изправен и жилест, има остри форми и червендалесто лице, червена коса, лешникови към сиви очи. Годините смекчават не особено красивите му черти. На стари години става небрежен към облеклото си и свободен в поведението си.
Въпреки това маниерите му се отличават с грация, прям и честен е, лесно се привързва (макар и да е студен към непознати), неговият жизнен, разпокъсан и неформален начин на говор му придават привлекателен чар. Под наглед спокойната външност на Джеферсън се крие характер със силни убеждения и силно емоционален темперамент. Сега изглежда, че той е действа с постоянство и систематично за малките и големи неща. Неговото съзнание не е така изтънчено и фино, както това на Хамилтън, а по-скоро впечатлително и много възприемчиво. Областите му на интереси са забележителни – за много години е президент на американското философско общество.
Въпреки че биографите са постигнали съгласие, че му липсва остроумие, той харесвал твърде много Молиер и Дон Кихот.
Говори тихо и сдържано. Мнозина биографи твърдят, че спира практиката да се изнася ежегодната реч За състоянието на съюза поради факта, че има говорен дефект – фъфлене. Това, че изгаря всички писма, които е разменил с жена си, показва портрета на един твърде затворен човек.
Интересите му в изкуството са подчертано интелектуални. По характер е добросърдечен и това води до отдръпването му от политическата горчилка, която го заобикаля. Снабден с хладнокръвие срещу вулгарността, злобното преиначаване на неговите мотиви, морал, религия, персонална честност, скромност, той влиза в изключително малко личностни конфликти и по-добре от всички негови опоненти изчиства политическата опозиция от лични нападки. Накратко – неговата присъща добрина го издига над всички социални, религиозни и политически разлики и нищо не разрушава доверието му в човека и жизнерадостното му възприемане на живота.
Съвременните учени обсъждат възможността Джеферсън да е страдал от синдрома на Аспергер, форма на аутизъм, характеризираща се с висока функционалност на индивида.

### Археология
Когато в 1784 г. Джеферсън изследва индианска погребална могила в неговото имение променя тогавашната практика да се копае, докато не се стигне до нещо. Вместо това той прави клиновидно пробиване на могилата, за да може да се видят различните слоеве и да се прецени начина на копаене. Стига до извода, че могилата е индианско гробище, съдържащо над 1000 човешки скелета от различни периоди.
Подобно на много други, Джеферсън проявява интерес към фосили и останки от други епохи; спори за произхода на големите скелети, геоложките обстоятелства около появата на фосилни черупки; поддържа връзка с местни археолози намиращи зъби и фосили във Вашингтон, коритото на р. Хъдсън; получава фосили и черупки, както и индиански обработени и изрисувани кожи от пътуването на Луис и Кларк.
През 1781 написва книга „Бележки за Вирджиния“ („Notes on Virginia“). Нейното точно заглавие гласи: „Бележки за щата Вирджиния, написани през 1781 година, донейде коригирани и допълнени през зимата на 1782 година, за ползване от един знатен чужденец в отговор на някои поставени от него въпроси относно…“ („Notes on the State of Virginia; written in the year 1781, somewhat corrected and enlarged in the winter of 1782. for the use of a Foreigner of distinction, in answer to certain queries proposed by him respecting…“) В двадесет и три глави „Бележките“ съдържат истинска енциклопедия на неговия роден край. Авторът разглежда топографията и геологията, икономиката и политиката, зоологията и ботаниката на Вирджиния, дава данни за реките и пристанищата, за полезните растения и дивите животни.  В XI глава, под заглавието „Аборигени“, той съобщава за самостоятелни археологически изследвания, Томас Джеферсън, който двадесет години по-късно ще стане третият президент на Съединените американски щати, описва в нея първия опит за научно обосновани археологически разкопки.

### Архитектура
Джеферсън е успешен архитект, който спомага за въвеждането на Неокласицизма в Съединените щати – стил, с който той се е запознал във Франция. Той счита, че този стил отразява идеите за република и свобода и е като опозиция на британския стил в архитектурата, който символизира монархията.
След завръщането си от Париж в 1789 г., Джеферсън започва цялостен ремонт на вилата си, Монтичело. Повлиян е силно от срещи с френските рационалисти и видяната куполна Вила Ротонда във Виченца, чиито паладиански стил той прилага в дома си, включително купол, стоа (покрита веранда) и йонийски или дорийски колонади
Когато държавната столица е поставена във Вирджиния, Джеферсън, тогава държавен секретар, поема инициативата и създава плановете за държавни сгради, включително сградата на Конгреса силно повлияна от образа на атинския Партенон; това е първият случай, в който държавна сграда е целенасочено изградена, за да напомня на храм.
Що се отнася до градоустройството на новата столица, Джеферсън, заедно с официалния архитект, л'Анфан, проектира града като смесица от колониален град и бароков град-резиденция, като озеленените площади и внушителните държавни сгради спомагат за по-лесна ориентация.
Взема и активно участие при строежа на държавните сгради в столицата на Вирджиния, Ричмънд. В годините след президентството си Джеферсън се посвещава на създаване на светско висше учебно заведение във Вирджиния, като лично проектира сградите му. За пример на Ротондата на Университета използва Партенона при атинския Акропол. 

### Винарство, кулинария
Джеферсън е изключителен любител на виното и изявен кулинар. По време на своето посланичество във Франция (1784 – 1789) той предприема множество пътувания във френските и други европейски винопроизводителни райони и изпраща образци в Белия дом. Той става известен с рязкото си изказване В САЩ също можем да правим голямо разнообразие от вина, вярно, че няма да са точно същите, но без съмнение ще са толкова добри. Множество лози биват засадени в Монтичело, но в голямата си част са от европейския сорт Vitis vinifera и повечето не оцеляват след като боледуват от типично американските болести. В крайна сметка Джеферсън никога не успява да произведе вино равно по качества с европейското. Но по всичко личи, че би бил доволен от качеството и количеството вино, което сега се произвежда във Вирджиния, да не говорим за останалата част на САЩ.
Имението Монтичело, първоначално предназначено за отглеждане на тютюн, при Джеферсън бива пренасочено към отглеждане на жито и зеленчуци. В своите опити да подобри продукцията, Джеферсън адаптира обикновения плуг с хоризонтално поставена дълга с извити краища дъска. С помощта на тази дъска, пръстта се преобръща, пренасяйки по-богатата, неизползвана почва нагоре, позволявайки за по-редовно засаждане на реколта на един и същ терен.
Джеферсън също внася в американската кухня сладолед във вафлена фунийка, който става популярен десерт на вечерните приеми в Белия дом.

### Механика
Джеферсън създава множество малки изобретения и подобрява вече съществуващи такива, между които въртяща се библиотечка, полиграф, и вид мележен плуг. Също може да му се припише и изобретяването на въртящия се стол.
По време на престоя си във Филаделфия през 1775 и 1776 г., Джеферсън се възползва от майсторството на своя хазяин, Бенджамин Рандолф, дърводелец, за направата на преносимо писалище с наклонен плот и скрит шкаф за хартия, мастило, пера и пясък.  Приблизително по същото време, Джеферсъм прави поправка в дизайна на един от столовете си – между седалката и рамката на краката се поставя платформа с ос – макара свалена от щорите на прозорвците и поставена на колека; това позволява на горната част на стола да се върти около оста на долната;
Наблюдавайки работата на френски селяни, Джеферсън прави поправки на мележния плуг, предназначен за повдигане и преобръщане на почвата – хоризонтално ухо, широко колкото браздата, с перпендикулярна дръжка. За това пострижение, той полушава златен медал от „Sosiete d'Agriculture“ в Париж.
Предполага се, че около 1790 г. Джеферсън развива своя шифър – поредица от колела на обща ос, използвани за кодиране и декодиране на международна държавна кореспонденция. Джеферсън изоставя проекта. Шифърът е преоткрит независимо от Джеферсън в началото на 20 век, когато Етиен Базери от френското външно министерство го изобретява в 1901 г. и отново от кап. Патрик Хит от американската пехота през 1914 г.
По време на президентството си Джеферсън поръчва полиграф – машина, която използва две или повече скачени писалки за създаването на два или повече еднакви екземпляра на ръкопис. Полиграфът е изобретение на Джон Айзък Хокинс, английски изобретатор живеещ в САЩ. Джеферсън поръчва екземпляр, като настоява върху някои подобрения – намаляване на теглото и пропорциите, по-здрави и фини писалки. В резултат производителя Пийл става първият производител на стоманени писалки в САЩ.

### Музика
Джеферсън от ранна възраст учи да чете музика и да свири на цигулка. Когато заминава за колежа Уилям и Мери, носи цигулката със себе си. Музикалният му талант го превръща в популярен гост в дома на губернатора. Там той се среща за първи път с концертна музика, като пренася идеята в Монтичело.
При първите срещи с Марта Рандолф, бъдещата си съпруга, двамата са обвързани от музиката, често свирят дуети. Популярен разказ гласи, че нейни ухажори, когато чували как двамата пеят и свирят заедно, просто се обръщали и се отказвали.
По време на престоя си във Франция, Джеферсън набляга на музикалното образование на дъщерите си. Закупува за най-голямата си дъщеря Патси клавесин по портъчка от Лондон. Когато дъщеря му Поли пристига в Париж, записва и двете на уроци по клавесин и китара. 

### Религия
По въпроса на религията Джеферсън е обвиняван от някои свои опоненти в атеизъм. Джеферсън многократно подчертава своята вяра в Създателя и в Декларацията за независимостта използва термини като „Създателя“, „Природата на Бог“, „Божественото провидение“. Като цяло може да се счита, че той е деист – поддръжник на философия, признаваща съществуването на Бог, но не и активното му участие в делата на света.
Джеферсън е отгледан като член на Епископалната църква, когато тя е официалната щатска църква във Вирджиния. Преди Американската революция, когато Епископалната църква е част от Англиканската църква, Джеферсън е член на енорийското настоятелство – длъжност, която е част от политическия пост, който заема. По-късно той маха името си от списъка на тези, които могат да бъдат кръстници, защото според него иначе би изпаднал в противоречие с тезата за Светата троица. Когато остарява, Джеферсън изразява принципно съгласие с идеите на своя приятел Джоузеф Пристли за унитаризъм, но по това време не е имало унитарна църква във Вирджиния.
Макар и Томас Джеферсън да не вярва в божествената същност на Исус, той няколко пъти говори за себе си като за християнин. Изпитва изключително уважение към моралната доктрина на Исус, която вижда „като набор от принципи на чист деизъм и оправдано желание на Бог да реформира тогавашната морална доктрина към стандарта на правдата, справедливостта и филантропията и да наложи тези принципи в бъдещите държави“. 
Джеферсън участва активно в издигането на така наречената „стена между държавата и Църквата“, принцип, който заляга в Първата поправка на Конституцията. От 1784 до 1786 г. Джеферсън заедно с Джеймс Мадисън работят срещу опита да се въведе имуществен данък, който да подпомага църквата във Вирджиния. Вместо това през 1786 година Генералното събрание на Вирджиния приема Закона за религиозната свобода, който първоначално е предложен от Джеферсън през 1779. Така Вирджиния става първият щат, в който държавата е отделена от официалната религия.
Джеферсън се заема да редактира евангелията, като премахва от тях разказите за чудесата на Исус и всеки друг материал, който се отнася за свръхестественото, като оставя само моралната философия на Исус. Компилацията е публикувана след неговата смърт и става известна като Библията на Джеферсън. В 1903 г. е отпечатана в 2500 екземпляра за Конгреса на САЩ.
По време на своето президентство Джеферсън отказва да определи дни за молитва или изразяване на благодарност. Допълнително той изразява в своята кореспонденция искреното си съмнение от ползата от намесата на религиозните водачи в държавните дела.

### Робството и раса
Личните книжа на Джеферсън показват, че той е притежавал 187 души роби, някои от които наследени след смъртта на съпругата му. Джеферсън признава неморалността на робовладелчеството, но като нещо, което покварява робовладелеца.  Много от робите му са използвани като обезпечение по натрупаните от него дългове. Двойствеността му по този въпрос може да бъде видяна в първия вариант на Декларацията за независимостта. В него той заклеймява Британската корона за политиката ѝ на подкрепа на вноса на роби в колониите, като казва, че по този начин:
| „ | Той (Кралят) води жестока война срещу естеството на човешката природа, нарушавайки едни от най-свещените човешки права – това на живот и свобода, като това нарушение се извършва върху хора, които по никаква начин не са заплашили Короната, като ги залавят и заселват в съвсем чужд свят. | “ |

Тази постановка обаче отпаднала по искане на делегатите на Джорджия и Южна Каролина. През 1769 г. като член на щатското събрание, Джеферсън предлага Вирджиния да издаде закон за еманципация на робите в щата, но инициативата му пропада.

#### Qyery XIV
(...)Те (черни и червени хора) никога не са били разглеждани от нас като субекти на естествената история. Аз застъпвам тогава, само като подозрение, че черните (...) са по-низши от белите в своите дарби, както телесни, така и умствени.
По време на престоя си в Париж, Джеферсън пише Бележки върху Вирджиния като описание на родния си щат. Той посвещава 14 глава на книгата (Запитане XIV) на раздаването на правосъдие, като отделя специално внимание на наказанията на роби. С тези свои думи, Джеферсън въвежда един чисто нов аргумент за расовото неравенство – научния довод.  По-късно Джеферсън среща цветнокожия математик Бенджамин Банъкър и признава, че известна вина за състоянието на робите е тяхното обществено положение.

#### Сали Хемингс
След смъртта на съпругата си, Марта, Джеферсън отказва да се ожени повторно. Въпреки това съществуват слухове за дългогодишна връзка между него и робиня на име Сали Хемингс. Родена в робство Хемингс е дъщеря на цветнокожата Бети Хемингс и белия ѝ господар, Джон Уейлс – тъст на Джеферсън. Тя пристига в дома на Джеферсън като наследство, заедно с повече от сто други роби, след смъртта на Уейлс в 1774 г.
По време на престоя си в Париж, Джеферсън вика дъщеря си Поли при себе си. Момичето пристига съпроводено от Хемнгс, която тогава била на 15 години. С тях пристига и брат ѝ, Джеймс Хемйингс, когото Джеферсън обучава в готварство. При завръщането си, Джеймс моли за свободата си. Молбата му е отказана. Някои смятат, че именно тогава започва връзката между двамата, защото следващата година Хемингс ражда първото си дете – Том Хемингс. В следващите 20 години Хемингс ражда още шест деца. Семейството ѝ е настанено в господарската къща, Монтичело.
Политическият противник на Джеферсън, Джеймс Календър, насърчава обвиненията в прелюбодеяние. Джеферсън избира да не отговаря на обвиненията, като запазва пълно мълчание по въпроса, дори след напускане на Белия дом. Все пак децата на Хемингс напускат Монтичело. Тя остава с Джеферсън до смъртта му в 1826 г. Дъщерите на Джеферсън ѝ дават свободата и тя живее с децата си до 62-годишна възраст.
Част от основанието за обвинението е голямата прилика между сина ѝ, Том, и Джеферсън. Двамата понякога са бъркани един с друг от гости. Нейни наследници, заради светлата си кожа се развиват в бялото общество. Между наследниците ѝ са Юнионисткият военен полк. Джоузеф Уейлс Джеферсън (1835 – 1892) и първият цветнокож държал държавен пост в западните щати Фредерик Мадисън Робертс (1879 – 1952).

## Наследство и памет
Томас Джеферсън е централна фигура на американската демокрация, баща на нацията, ренесансов човек, защитник на науката и изследователската дейност. Неговите писма (повече от 18 000 на брой), на политическа или философска тематика, предоставят важен исторически документ. в проведено през 1985 г. проучване, демократи и републиканци в Сената го сочат по равно за свой любим национален герой.
За първи път лицето на Джеферсън се появява на банкнотата от $2 (също и на $50) с акт от март 1862 г., по време на гражданската война. Профилът му е поставен на монетата от 5 цента през 1938 г. по случай двестагодишнина от рождението му. За първообраз вероятно е изполъван бюстът на Джеферсън от Жан Антоан Удон.
В началото на 20 век, Гътсан Борглън проектира и издълбава портретите на четирима американски президенти по лицето на Маунт Ръшмор, Южна Дакота – Джордж Вашингтон, Джеферсън, Теодор Рузвелт и Ейбрахам Линкълн. Първоначално проектиран да бъде значително по-висок, проектът остава недовършен. Като част от природния резерват, високият 1700 метра групов портрет е защитена част от американското природно, културно и историческо наследство.
На Томас Джеферън е кръстен и Джеферсън Сити, столица на щата Мисури, както и повече от 20 града на име Джеферсън. Джеферсън е и патрон на множество висши училища, включително медицински университет Томас Джеферсън във Филаделфия, колежът Джеферсън в Мисури , колежът под двойния патронаж на Вашингтон и Джеферсън във Филаделфия . Под негов патронаж е и централната сграда на Библиотеката на конгреса във Вашингтон.
В България на Джеферсън е кръстена Втора английска езикова гимназия „Томас Джеферсън“ в София основана в 1991 г.

## В киното и телевизията
Като важна фигура от Американската война за независимост, законодател и революционер, Джеферсън се появява в множество филми и телевизионни сериали. В по-старите изпълнения, Джеферсън е представен повече чрез своите постижения и мястото си в амерканската история. С минаване на времето автори започват да боравят по-свободно с историята и наблягат на връзите му с негови съвременници и личния му живот.
Филм, телевизия, сцена
- 2015 – Hamilton – оф-бродуейски, по-късно бродуейски мюзикъл за живота на Александър Хамилтън. Джеферсън и маркиз дьо Лафайет са изиграни от Давид Дигс[146]
- 2015 – Sleepy Hollow – сериал (сезон 2 епизод 16); изигран от Стивън Уебър
- 2015 – Sons of Liberty – исторически мини сериал; изигран от Били Картър
- 2008 – John Adams – исторически мини сериал. Появява се в шест епизода от осем. Набляга се на отношенията му с неговия колега и приятел Джон Адамс; изигран от Стивън Дилейн
- 2000 – Sally Hemings: An American Scandal – мини сериал. Два епизода. Голямо внимание се обръща на отношенията между Джеферсън и титуляпрната героиня Сали Хемингс; изигран от Сам Нийл
- 1995 – Jefferson in Paris – пълнометражен филм; изигран то Ник Нолти
- 1991 – Семейство Симпсън – анимационен сериал (сезон 3 епизод 2), озвучен от Дан Кастеланета
- 1976 – The Adams Chronicles – исторически мини сериал, четири епизода, изигран от Албърт Стратън
- 1972 – 1776 – пълнометражен филм; изигран от Кен Хауърд
- 1963 – Patriots – пълнометражен телевизионен филм, изигран от Чарлтън Хестън
- и други[147]

## Произведения
Всички трактати, памфлети, политически анализи и научни изследвания на Джеферсън са издадени в 20 тома; неговите писма са издадени отделно в 25 тома.. Част от неговите текстове включват:
- Общ преглед на правата на Британска Америка (A summary view on the rights of Britis America) – 1774 г.
- Декларация на причини и нужди за поемане на оръжия (Declaration of the Causes and Necesity of taking up Arms) – 1775 г.
- Декларация за независимост на Съединените щати (Declaration of independence of the United States) – 1776 г.
- Бележки върху щата Вирджиния (Notes on the State of Virginia) – 1781 г.
- Вирджински устав за религиозна свобода (Statute of Virginia for religious Freedome) – 1786 г.
- Автобиография (Autobiography) – 1821 г.
- Библия или Животът и поуките на Исус от Назарет (Bible or the Life and Teachings of Jesus of Nazareth) – открит 1895 г.

## Галерия
- Портрет от Стюарт
- Релеф в Конгреса
- Декларация на независимостта от Търнбул
- Мемориал на Джеферсън, Вашингтон
- Сграда на Джеферсън в Библиотека на Конгреса
- Джеферсън с Адамс и Франклин
- Портрет от Пийл
- Монета – президентска програма
- Пет цента, 1945 г.